# Gabriel Madinier
Pour les articles homonymes, voir Madinier.
Gabriel Madinier est un philosophe français (Lyon, 8 juillet 1895 - Idid. 12 décembre 1958). 

## Biographie
Après avoir interrompu ses études par la guerre 1914-1918 où il est blessé, Madinier entre à l'école normale supérieure en 1919. Agrégé de philosophie en 1922, il est nommé docteur en lettres en 1938. Après avoir enseigné dans le secondaire entre 1923 et 1940 (Alençon, Bourges et Lyon), il devient maître de conférence à l'université de Montpellier puis à Lyon en 1941. Il décède dans cette ville, à la suite d'une opération en 1958. [Chevalier de la Légion d'honneur]
Léon Husson parle de Madinier en ces termes : 

« L'homme était digne de sa philosophie : discret, modeste et désintéressé; dédaigneux du bruit et de l'éclat ; d'une conscience scrupuleuse ; d'un jugement sûr ; d'une grande délicatesse et d'une grande bonté. Il a consacré à l'enseignement, où il réussissait admirablement, une grande partie de ses forces. Il a affronté avec un tranquille courage l'opération dont il ne devait pas se réveiller. »

— Léon Husson, « Notice biographique » in Gabriel Madinier, Vers une philosophie réflexive, 1960.

## La pensée de Madinier
La pensée de Madinier se construit dans le sillon de la philosophie de l'esprit (spiritualisme) française. Suivant la méthode réflexive, il a cherché au travers des manifestations concrètes de la conscience (gestes) l'acte originaire du Moi qui est orienté vers la valeur et fait figure de fondement métaphysique de notre existence.

« Tout acte d'un sujet est plus qu'un événement et a un aspect qui n'est pas empirique. La conscience de cet aspect est reflexion. Ce n'est point une connaissance qui vise un terme circonscrit, mais, dans la connaissance, elle est conscience de relation à ce qu'implique cette connaissance. Elle est relation à l'absolu […] »

— Conscience et signification, p. 134.
Dans sa thèse Conscience et mouvement, Madinier tente de saisir un élan intérieur au Moi qui se caractérise par le consentement à l'acte volontaire : le sujet donne sens aux objets et s'en distingue. De cela seul, Madinier développe une philosophie de l'intériorité qui tente de maintenir le thème d'une saisie interieure : c'est uniquement par ce moyen, montre-t-il, que le Moi se pose et qu'il y a conscience de soi. Mais attention, cette saisie n'est pas celle d'une "image" du Moi mais bien du sujet en tant qu'il se donne à lui-même l'être puisque la reflexion n'est autre que l'acte par lequel nous pourvons nous affirmer. Fidèle au spiritualisme français, c'est pour lui la vie spirituelle qui est le point de hâte de la réflexion, car c'est en elle que le sujet se saisit le mieux et le plus clairement comme lié et différent; qu'il se saisit comme soi.

« Le sujet se réfléchit au mieux dans ce que l'on peut appeler l'expérience spirituelle. Il y prend conscience de son être vrai par une conversion vers son principe et dans la joie de l'unité entrevue. En toute expérience spirituelle, le sujet se sent enrichi, ouvert et soulevé par des forces qui le dépassent, et il y découvre la certitude immédiate des significations qui valent pour elles-mêmes »

— Ibid[réf. nécessaire]., p. 135.
L'acte intérieur révèle alors la caractéristique gestuelle de la conscience qui n'est que signification. Le geste relance alors sans cesse la présence de la conscience à elle-même. Mais, cela ne nous dit rien sur le sujet en lui-même et cela ne garantit pas sa validité. Merleau-Ponty objecte à la philosophie réflexive la présence d'un sujet-source. 
Mais Madinier montre, à l'aide de sa théorie du signe et en maintenant sa méthode réflexive que l'esprit se déploie dans le langage qui constitue cet ensemble de signes qui renvoie la conscience à elle-même (on peut penser à la distance ou la profondeur). Le monde humain est un ensemble de significations qui constitue continûment l'expérience de l'homme. Pour éviter une pensée de la subjectivité vide et transparente, débarrassée de tout sujet, Madinier tentera d'unir les deux expériences réflexives : celle qui s'oriente vers le mouvement logique de la pensée et celle qui vise le sujet réel qui s'affirme comme être-au-monde.
Comment se révèle l'unité ?
Lorsque le sujet se retourne vers le principe qui fonde toute son activité : la vérité en tant qu'elle oblige à dépasser l'ordre du discours objectif et relatif vers la valeur.

« L'attitude intérieure qui nous met en relation de vérité avec l'être est le fait de tout ce que nous sommes, intelligence et volonté. […] L'individu, loyalement et courageusement orienté vers la vérité, est déjà formellement installé en elle […] Il faut bien en effet qu'au principe de son action notre conscience consente au dynamisme spirituel qui la possède plus encore qu'elle ne le possède. Toute pensée débute par un acte qui part du dedans et par lequel cette pensée accepte d'être mesurée par l'être. »

— Ibid.[réf. nécessaire], p. 125-126.

## Ouvrages
- Conscience et mouvement, étude sur la philosophie française de Condillac à Bergson (préface d'Aimé Forest), Paris, PUF, 1938; Paris, Béatrice-Nauwelaerts, 1967.
- Conscience et amour, essai sur le "nous", Paris, PUF, 1938.
- Conscience et signification, essai sur la réflexion, Paris, PUF, 1953.
- La conscience morale, Paris, PUF, 1954.
- Vers une philosophie réflexive, coll. "Etre et Penser", Neuchâtel, La Baconnière, 1960.
- Nature et mystère de la famille, "cahiers de l'Actualité religieuse", Paris, casterman, 1961.

## Ouvrages et articles sur Gabriel Madinier
- F. André Bergeron, La philosophie de la conscience et de la réflexion selon Gabriel Madinier, Louvain-la-Neuve, 1963.
- Jérôme Ndaye Mufike, De la conscience à l'amour. La philosophie de Gabriel Madinier, Rome, 2001.
- Aimé Forest, "La pensée de Gabriel Madinier" in Vers une philosophie réflexive, Neuchâtel, La Baconnière, 1960.
- Louis Lavelle, "Conscience et mouvement - Conscience et amour" in Morale et religion, Paris, Albin Michel, 1960, p. 38-41.
- Jean Lacroix, Panorama de la philosophie française contemporaine, Paris, PUF, 1966, p. 24-30.
- Miandkolila Baloki, La notion de conscience dans la pensée de Gabriel Madinier, Faculté de Théologie Catholique, Kinshasa, 1983.
- Santino Cavacuiti, Libertà ed essere : testi di Maine de Biran, Vacherot, Blondel, Lavelle, Madinier, Forest, éd. del Testimone, Massarosa-Lucca, 1996.
- A. Cantoni, "Gabriel Madinier. Realismo della significanza, Editrice Benucci, Perugia 1978" in Rivista di Filosofia neo-scolastica, 1982, p. 174-177